# 1914 en Australie
Chronologie de l'Australie
- 1910
- 1911
- 1912
- 1913
- 1914
- 1915
- 1916
- 1917
- 1918

Cette page concerne les évènements survenus en 1914 en Australie  :

## Évènement
- Sécheresse en Australie (1911-1916) (en)
- Affaire Nevanas (en), scandale politique.
- 13 mars : Collision ferroviaire d'Exeter (en)
- Septembre-novembre : Occupation australienne de la Nouvelle-Guinée allemande (en)
- 5 septembre : Élections fédérales
- 21 octobre : Élections législatives en Australie-Occidentale
- 9 novembre : Combat des îles Cocos

## Arts et littérature
- Penleigh Boyd remporte le prix Wynne avec Landscape.
- Sortie du roman In the Last Stride (en) de Martyn Keith (en)

## Naissance
- Jack Beaton (en), joueur de rugby.
- Clyde Cameron (en), personnalité politique.
- Tom Derrick, militaire.
- Robert Royce (en), botaniste.
- Norman Von Nida (en), golfeur.

## Décès
- Bransby Cooper (en), joueur de cricket.
- John Stokell Dodds (en), personnalité politique.
- Alexander Robert Edgar (en), missionnaire.
- William Piguenit (en), peintre?.